# Rostprinia
Rostprinia (Prinia rufescens) är en asiatisk fågel i familjen cistikolor inom ordningen tättingar. Den förekommer i buskmarker och öppen skog i södra och sydöstra Asien. IUCN kategoriserar den som livskraftig.

## Utseende

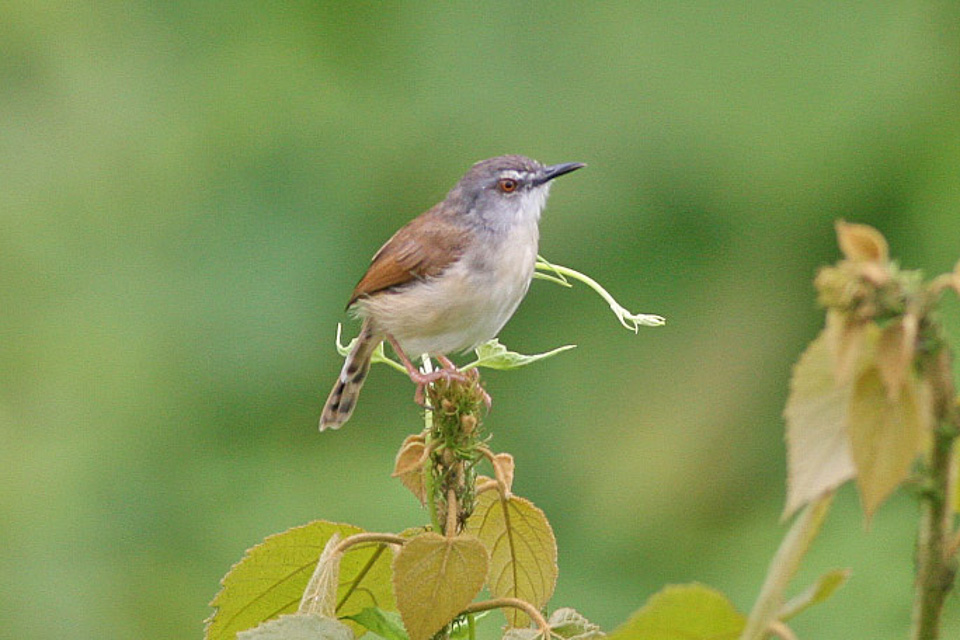
Rostprinia fotograferad i Bhutan.

Rostprinian är en rätt kontrastrik, liten (11–12 cm) prinia med medellång, kilformad stjärt. Den har en stor näbb med blek näbbunderhalva. I häckningsdräkt är den grå på hjässa, nacke och örontäckare. Utanför häckningstid är den lik gråbröstad prinia (Prinia hodgsonii), men har mer rostfärgad mantel och kanter på tertialerna samt tydligare beige anstrykning på strupe och bröst.

## Utbredning och systematik
Rostprinia förekommer i södra och sydöstra Asien. Den delas in i sex underarter med följande utbredning:
- Prinia rufescens rufescens – Nepal, Bhutan, sydöstra Tibet, södra Kina, Bangladesh, Myanmar och Indien
- Prinia rufescens beavani – sydöstra Myanmar till sydvästra Thailand och norra Indokina (Laos och Vietnam)
- Prinia rufescens peninsularis – södra Myanmar och Thailand (Kranäset till Trang)
- Prinia rufescens objurgans – sydöstra Thailand
- Prinia rufescens extrema – Thailands södra halvö och Malackahalvön
- Prinia rufescens dalatensis – södra Vietnam

### Familjetillhörighet
Cistikolorna behandlades tidigare som en del av den stora familjen sångare (Sylviidae). Genetiska studier har dock visat att sångarna inte är varandras närmaste släktingar. Istället är de en del av en klad som även omfattar timalior, lärkor, bulbyler, stjärtmesar och svalor. Idag delas därför Sylviidae upp i ett antal familjer, däribland Cisticolidae.

## Levnadssätt
Rostprinian trivs i gräsrika områden i öppen skog, men ses även i andra busk- och gräsrika miljöer. Den livnär sig huvudsakligen av insekter och deras larver som den plockar från lövverket och marken. Fågeln födosöker vanligen i sällskap om tolv till 15 individer. Den häckar från januari till september, i Indien koncentrerat i maj och juni i inledningen av regnsäsongen.

## Status och hot
Arten har ett stort utbredningsområde, men tros minska i antal, dock inte tillräckligt kraftigt för att den ska betraktas som hotad. Internationella naturvårdsunionen IUCN listar arten som livskraftig (LC). Världspopulationen har inte uppskattats, men den beskrivs som lokalt vanlig i större delen av utbredningsområdet.

## Namn
Prinia kommer av Prinya, det javanesiska namnet för bandvingad prinia (Prinia familiaris).